# 浅見竹太郎
浅見 竹太郎（あさみ たけたろう、1859年3月6日（安政6年2月2日） - 1930年（昭和5年）7月20日）は、日本の弁護士。政治家、衆議院議員（2期）。

## 経歴
近江国犬上郡彦根町（滋賀県犬上郡彦根町を経て現彦根市）出身。1872年、旧彦根藩校弘道館卒。卒業後は代言人となり、弁護士となる。滋賀県会議員を経て、近江水電会社を創立する。
1903年の第8回衆議院議員総選挙において滋賀県郡部から憲政本党公認で立候補して初当選する。1904年の第9回衆議院議員総選挙で再選。衆議院議員を2期務め、1908年の第10回衆議院議員総選挙は不出馬。
政界引退後は朝鮮総督府判事となり、大邱、光州、京城の各地方法院判事を歴任し、その後は弁護士に戻った。1930年に死去した。